# 2,4-ジアミノペンタン酸デヒドロゲナーゼ
2,4-ジアミノペンタン酸デヒドロゲナーゼ（2,4-diaminopentanoate dehydrogenase）は、リシン分解、アルギニン・プロリン代謝酵素の一つで、次の化学反応を触媒する酸化還元酵素である。
2,4-ジアミノペンタン酸 + H2O + NAD(P)+ {\displaystyle \rightleftharpoons } 2-アミノ-4-オキソペンタン酸 + NH3 + NAD(P)H + H+
反応式の通り、この酵素の基質は2,4-ジアミノペンタン酸とH2OとNAD+ (NADP+) 、生成物は2-アミノ-4-オキソペンタン酸とNH3とNADH (NADPH) とH+である。
組織名は2,4-diaminopentanoate:NAD(P)+ oxidoreductase (deaminating)で、別名に2,4-diaminopentanoic acid C4 dehydrogenaseがある。